# Molophilus froggatti
Molophilus froggatti là một loài ruồi trong họ Limoniidae. Chúng phân bố ở miền Australasia.